# 17076 Бетті
17076 Бетті (17076 Betti) — астероїд головного поясу, відкритий 18 квітня 1999 року.
Тіссеранів параметр щодо Юпітера — 3,496.